# Europees jaar van het vrijwilligerswerk
Het Europees Jaar van het vrijwilligerswerk is een in 2011 gehouden themajaar van de Europese Unie, met als doel vrijwilligerswerk te bevorderen. Hieraan verbonden is een platform voor organisaties om de vrijwilligers in het zonnetje te zetten. Op deze manier wil men meer vrijwilligers werven.

## Organisatie
Het EJV, gemeenten, vrijwilligersorganisaties en vrijwilligerscentrales organiseren extra activiteiten in het Europees jaar. Het Nationaal Coördinatieorgaan van het EJV 2011 in Nederland (NCO) heeft bovendien een nationaal activiteitenplan opgesteld met onder meer:
- Officiële opening nabij het Binnenhof op 13 januari 2011
- Digitale complimentencampagne die de vrijwilligers kort een compliment geeft.
- Lokale meer dan handen awards, deze meer dan handen awards zijn een product van het Europees jaar van het vrijwilligerswerk om de beste vrijwilligers extra te motiveren.
- [De Week van het Applaus], van 11 tot en met 18 september. Hierbij worden vrijwilligers in het hele land bedankt voor hun inspanningen die ze doen voor de maatschappij.
- Week van de Europese Tour, van 20 tot en met 28 oktober in Nederland.
- Uitreiking Nationale Meer dan handen-awards, 7 december 2011
- December Cadeaumaand

## Hoofddoelen
1. Vieren en waarderen van de kracht van het Nederlandse vrijwilligerswerk.
2. Het brede publiek laten zien welke soorten vrijwilligerswerk er zijn. De focus ligt hierbij op de diversiteit, er zijn vele vernieuwende, leuke en interessante manieren van vrijwilligerswerk.
3. Een gunstig klimaat voor het vrijwilligerswerk behouden

## Maandthema's
Elke maand is er een thema voor het Europees jaar van het vrijwilligerswerk.
| Maand     | Thema                                    |
| --------- | ---------------------------------------- |
| Januari   | De waarde van vrijwilligerswerk          |
| Februari  | Erkenning competenties van vrijwilligers |
| Maart     | Werknemersvrijwilligerswerk              |
| April     | Activering en participatie               |
| Mei       | Diversiteit in het vrijwilligerswerk     |
| Juni      | Belangenbehartiging                      |
| Juli      | Internationaal vrijwilligerswerk         |
| Augustus  | Jongeren                                 |
| September | Wijk- en buurtparticipatie               |
| Oktober   | Ouderen                                  |
| November  | Mantelzorg                               |
| December  | Ondersteuning vrijwilligerswerk          |

## Vrijwilliger van de week
De TROS beloont elke week een vrijwilliger met een gouden opsteker, uitgereikt door een bekende Nederlander. Deze vrijwilliger krijgt van de Stichting de Grootste Familie helpt € 1.000,- voor zijn vrijwilligerswerk.
| Week | Winnaar                 |
| ---- | ----------------------- |
| 1    | Erik de Boer            |
| 2    | Gerard Wanningen        |
| 3    | Albert Postma           |
| 4    | Trynke Keuning          |
| 5    | Tim Hanssen             |
| 6    | Anneke Witte            |
| 7    | Jeroen Janmaat          |
| 8    | Monique Lammers         |
| 9    | Mieke Hornschuh         |
| 10   | Jannes Riphagen         |
| 11   | Lizette van de Moosdijk |
| 12   | Cor Razenberg           |
| 13   | Jan Mathijssen          |
| 14   | Johan Garlich           |
| 15   | Til Meulemans-Sijben    |
| 16   | Jan Naafs               |
| 17   | Hans van Niel           |
| 18   | Hulya Celik             |
| 19   | Hein Smit               |
| 20   | Marja Boboom            |
| 21   | Laura van Kooten        |
| 22   | Nel Versteeg            |
| 23   | Til Gerritsen           |
| 24   | Yvonne Jankowski        |
| 25   | Klaske Faaij-Hofstee    |

## De Tour
De Europese Commissie heeft een tour in het leven geroepen die langs alle landen van de EU gaat om het vrijwilligerswerk te promoten.
Deze tour heeft als doel om een duidelijk beeld te maken van het vrijwilligerswerk per land.
In de verschillende landen wordt er op een geheel eigen wijze aandacht besteed aan deze tour. Zoals een tv-show of een congres voor alle vrijwilligers. De tour van de Europese Commissie streek van 21 tot 27 oktober 2011 neer in Amsterdam. In deze periode waren er voor vrijwilligers en professionals verschillende activiteiten gehouden.

## Voetnoot
1. ↑  [dode link], winnaars vrijwilliger van de week.